# Marvin Bejarano
Marvin Orlando Bejarano Jiménez (Tarija, Bolivia; 6 de marzo de 1988) es un futbolista boliviano que juega como defensa en Real Tomayapo de la Primera División de Bolivia.

## Trayectoria

### Unión Central
Comenzó su carrera en Tarija debutando a los 18 años en Unión Central el año 2006, a pesar de que el club tuvo una mala campaña terminando por descender en el Segundo Torneo 2006 (Bolivia) Marvin tuvo un destacado rendimiento.

### Universitario de Sucre
Debido a su buen rendimiento en Unión Central el 2007 pasó a Universitario de Sucre equipo en el cual destacó en la liga boliviana, jugando la Copa Libertadores 2009 y la Copa Sudamericana 2010 demostrando mucha calidad y condiciones de un buen lateral, siendo pretendido por muchos clubes de Bolivia y de Sudamérica.

### Oriente Petrolero
En 2011 pasó a Oriente Petrolero donde perdió la fase final del Torneo Apertura en semifinales frente a The Strongest. Duro poco más de un año cuando llamó rápidamente la atención del Wisla Cracovia de Polonia, al final el equipo polaco se lo llevó. Lamentablemente no pudo mostrar su calidad en Europa, tuvo un grave accidente en un entrenamiento y decidió volver a Bolivia 2 meses después de irse. Con el Oriente Petrolero jugó la Copa Sudamericana 2012, Copa Libertadores 2014, Copa Sudamericana 2015 y Copa Libertadores 2016.

### The Strongest
Actualmente se encuentra alternando en The Strongest. Fue convocado por la selección boliviana para los partidos por eliminatorias a Brasil 2014.

## Clubes
| Club                   | País    | Año               |
| ---------------------- | ------- | ----------------- |
| Unión Central          | Bolivia | 2006              |
| Universitario de Sucre | Bolivia | 2007 - 2011       |
| Oriente Petrolero      | Bolivia | 2011 - 2012       |
| Wisla Cracovia         | Polonia | 2012              |
| Oriente Petrolero      | Bolivia | 2013 - 2016       |
| The Strongest          | Bolivia | 2016 - 2021       |
| Royal Pari             | Bolivia | 2021 - 2023       |
| Wilstermann            | Bolivia | 2024              |
| Real Tomayapo          | Bolivia | 2025 - Actualidad |

## Selección nacional
- Disputó el Sudamericano Sub-20 del año 2007 jugado en Paraguay con la Selección de fútbol sub-20 de Bolivia, jugó 3 partidos.

### Participaciones en Sudamericanos
| Competición                            | Sede     | Resultado    | Part. | Goles |
| -------------------------------------- | -------- | ------------ | ----- | ----- |
| Campeonato Sudamericano Sub-20 de 2007 | Paraguay | Primera fase | 3     | 0     |

### Participaciones en Eliminatorias al Mundial
| Eliminatorias                 | Resultado | Partidos | Goles |
| ----------------------------- | --------- | -------- | ----- |
| Eliminatorias Mundial de 2010 | 9º lugar  | 2        | 0     |
| Eliminatorias Mundial de 2014 | 8º lugar  | 5        | 0     |
| Eliminatorias Mundial de 2018 | 9º lugar  | 8        | 0     |

### Participaciones en Copas Américas
| Copa                    | Sede           | Resultado        | Partidos | Goles |
| ----------------------- | -------------- | ---------------- | -------- | ----- |
| Copa América 2015       | Chile          | Cuartos de final | 3        | 0     |
| Copa América Centenario | Estados Unidos | Fase de grupos   | 2        | 0     |
| Copa América 2019       | Brasil         | Fase de grupos   | 3        | 0     |

## Palmarés

### Campeonatos nacionales
| Título          | Club                   | País    | Año  |
| --------------- | ---------------------- | ------- | ---- |
| Torneo Apertura | Universitario de Sucre | Bolivia | 2008 |
| Torneo Apertura | The Strongest          | Bolivia | 2016 |